# نوتروی
نوتروی (نروژی: Nøtterøy) یک جزیره و یکی از شهرداری‌های سابق نروژ که در استان وستفولد اوگ تلمارک واقع شده‌است. نوتری بزرگترین جزیره در استان وستفولد نروژ است. تپهٔ ۱۰۰ متری این جزیره از سال ۱۸۹۷ میلادی مورد استفادهٔ نیروهای مسلح نروژ بوده‌است.